# Stubbekøbing Kirke
Stubbekøbing Kirke ligger i den centrale del af Stubbekøbing ca. 18 km NØ for Nykøbing Falster (Region Sjælland).
I 1985 fandt den første offentlige opførelse af en af Frederik Magles kompositioner sted i Stubbekøbing Kirke.
Frederiks far Christian Reesen Magle var organist i Stubbekøbing Kirke.

Stubbekøbing Kirke har en dejlig akustik, meget egnet til korsang og koncerter, og et skønt orgel.

## Galleri
- Kirkeskibet
- Alterrum
- Altertavlen
- Sideskibet
- Orglet
- Prædikestolen udført af Jørgen Ringnis.
- Triumfkrucifiks
- Kalkmaleri
- Mindesten
- Mindesten (tæt på)

## Eksterne kilder og henvisninger
- Wikimedia Commons har flere filer relateret til Stubbekøbing Kirke
- Stubbekøbing Kirke Arkiveret 31. januar 2011 hos  Wayback Machine på nordenskirker.dk
- Stubbekøbing Kirke på KortTilKirken.dk
- Stubbekøbing Kirke på danmarkskirker.natmus.dk (Danmarks Kirker, Nationalmuseet)